# 维克托·施赖德尔
维克托·菲利波维奇·施赖德尔（羅馬化：Viktor Filippovich Shreyder；1952年2月23日—）是俄罗斯政治人物，第六届和第七届国家杜马议员。
1982年，施赖德尔毕业于西伯利亚国立汽车与公路大学。1998年，他毕业于俄罗斯联邦总统国民经济与国家行政学院。2005年，他当选鄂木斯克市长。2010年，他再次当选鄂木斯克师长。2011年，因当选第六届国家杜马议员，他提前辞去市长职位。2016年，他连任第七届国家杜马议员。